# Cinemàtica directa

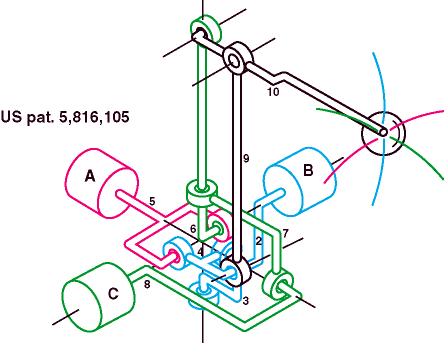
Esquema d'un mecanisme o estructura articulada.

S'anomena  cinemàtica directa  a una tècnica usada en gràfics 3D per ordinador, per calcular la posició de parts d'una estructura articulada a partir dels seus components fixes i les transformacions induïdes per les articulacions de l'estructura.
Un exemple típic d'estructura jeràrquica sobre el qual realitzar aquests càlculs és un robot, format per cossos rígids enllaçats per articulacions. Es pot establir un sistema de referència fix situat a la base del robot, i descriure la localització de cada un dels enllaços que fa a aquest sistema de referència. Una peça rígida  A  depèn jeràrquicament d'una altra  B  si, per arribar a la part fixa de l'estructura (base del robot) Des de  A , s'ha de passar per  B . Per calcular la posició d'una peça rígida de l'estructura s'han de calcular les posicions de totes les peces de les quals depèn. Biblioteques gràfiques d'ús generalitzat, com OpenGL, estan dissenyades per facilitar aquests càlculs i portar-los a terme eficientment mitjançant piles de matrius.
La denominació d'aquesta tècnica s'adopta en contraposició a una altra tècnica relacionada, la cinemàtica inversa, que consisteix a calcular les transformacions necessàries en les articulacions d'una estructura, de manera que el seu extrem es col·loqui en una posició determinada.